# Molnár Krisztina Rita
Molnár Krisztina Rita (Budapest, 1967. október 11. –) magyar költő, író, tanár, múzeumpedagógus.

## Családja
Édesapja Molnár László zeneszerző, karmester, a Szegedi Nemzeti Színház karmestere, édesanyja Ferenczi Mária.
Három gyermeke van: Péter, Emma, Márton.

## Tanulmányai
A Berzsenyi Dániel Gimnáziumban érettségizett. Ezt követően az ELTE Tanárképző Főiskolai Karon magyar-könyvtár szakos diplomát, valamint az ELTE Bölcsészettudományi Karon magyar szakos, később múzeumpedagógus diplomát szerzett.

## Művészetének jellemzése
Szakmai tagságai: a Szépírók Társasága és a Magyar Műfordítók Egyesülete tagja.
"De nem attól jók ezeket a szövegek, hogy hosszabbak vagy rövidebbek, hanem attól, hogy mögöttük van egy karakteres hang. Mindig ott van ez a hang, és ezért egybeolvasva az egész kötetet jobban megszeretjük az írót, mint ha az egyes darabok csak külön-külön kerülnének elénk. Mert a beszélő habitusát szerethetjük meg." (Károlyi Csaba)
"Az epikától elvárható írói távolságteremtés helyett Molnár Krisztina Rita olyan közel megy a szereplőihez, amennyire csak lehetséges, mintha az írás aktusa révén maga is részese akarna lenni a cselekménynek, ott hallgatna s beszélne a közelükben, és ha a szereplők nem lennének annyira elfoglalva egymással, hallhatnák a lélegzetét is." (Tomaji Attila)
"A Maléna kertje mese felnőtteknek, s gyerekeknek. Azt gondolnánk, hogy nehéz egy kötetben megszólítani a két korosztályt úgy, hogy mindenki megtalálja benne a neki valót. Molnár Krisztina Ritának ez nem okoz nehézséget." (Fodor Tünde)
„Molnár Krisztina Rita Kőháza izzó téglából épült, szikrázó sziklára emelték porladó kezek. A legbelsőbb, láthatatlan szoba rejteke mégis hűvös; itt csillapodik meg az örökös lázban égő, szomjazó lélek, ahogy – a kötet szövegterein keresztül – az olvasó is ide érkezik meg végül. Eltévedni szinte képtelenség, hiszen minden lépcső és folyosó erre a helyre vezet. A nyolc ciklusba rendezett versek segítségével pedig nemcsak a ház zegzugait járhatjuk be, az általuk kinyitott ablakokon át egy titkos kertre is ráláthatunk, ha nem is sétálhatunk a falakon kívül.” (Papp Máté)
"A novellák egytől egyig, témájuktól függetlenül húsba markoló, pontosan célzott, letisztult szövegek. Nem marad bennük sem idő, sem tér arra, hogy a felvett vagy a ránk kényszerített pózoknál időzzünk. Mindenik novella rajtuk túlra vezet, megmutatva a legkülönfélébb helyzetek és a sok-sok ránk égett szerep mögé nézve a lecsupaszított embert, kihangosítva annak legmélyebben személyes és leghitelesebb hangját, amit csak nőtől, férfitól vagy kamasztól hallhatunk. A Remélem, örülsz egy igen izgalmas novellaválogatás, ami a hétköznapi, de a rendkívüli helyzetek, jelenetek mélységein és magasságain is keresztülvisz." (Zólya Andrea Csilla)
"nem ront neki súlyos metafizikai-egzisztenciális kérdéseknek, de fontos, hogy többnyire ezek közelében, vonzáskörében marad. A kötet számomra legrokonszenvesebb vonása éppen ez: életben tartja a nyugtalanságot, a feszült költői kérdezést, de higgadt marad, kíváncsi" (Görföl Balázs)
"Molnár Krisztina Rita novelláiban is megvan minden hozzávaló és világról, emberről való tudás ahhoz, hogy a magyar rövidpróza legjobb hagyományaihoz legyen köthető a kötet. Nagyszerű írásművészet, mindenkinek ajánlom.” (Márton László)
"A regény másik központi témája a számos aspektusban megjelenő, a mű befogadására is ható idő: az olvasónak – a vizuális és akusztikus ingerek sokaságával állandó pörgésben tartott, a folyamatos akciót, a megszakítatlan izgalmat lehetőleg rövid s cselekményorientált olvasmányaitól is elváró mai tízévesnek – le kell lassulnia egy olyan, első pillantásra unalmas történet átéléséhez, amelyben bodzaszedésen, beteglátogatáson, zongoravizsgán túl semmi, legalábbis semmi lélegzetelállító, veszélyes vagy durva nem történik. A temporalitás problematikája emellett jelenti a gyerek alig elkezdettségében végtelennek tűnő ideje (s az azzal egyenértékű, különösképp a nyári szünetben megtapasztalható szabadságérzet), illetve a végességbe már beletörődött szülők szigorúan (s többnyire mások által) beosztott, egyre fogyatkozó ideje közötti feszültséget." (Pataki Elvira)

## Kötetei
- Közelkép (verseskötet, Littera Nova, 1998)
- Különlét (verseskötet, Pont Kiadó, 2008)
- Kőház (verseskötet, Scolar Kiadó, 2013)
- Maléna kertje (meseregény, Naphegy Kiadó, Bp., 2013)
- Mákszem és Gubó eltűn(őd)ik (meseregény, Szentendrei Skanzen, 2015)
- Kréta-rajz (meseregény, Naphegy Kiadó, Bp., 2016)
- A víz ösvénye Térforgó (kisregény, Alexandra, 2016)
- Derűs hétköznapok (gyermekkalendárium, Naphegy Kiadó, Bp., 2017)
- Levél egy fjord partjáról (verseskötet, Scolar Kiadó, 2017)
- A tűz ösvénye. Térforgó (kisregény, Naphegy, Bp., 2018)
- Borostyán, az időkapus (meseregény, Móra, Bp., 2019)
- Remélem, örülsz (novellák, Scolar, Bp., 2019 (Scolar live)
- Lackfi János–Molnár Krisztina Rita: Titkos versműhely. Kreatív írás ötletek és tippek (Móra, Bp., 2019)
- Szókimondóka. Útközben. Hallás (TreeFa World Productions, Kistarcsa, 2020) (Móna és Marci kirándul mesesorozat)
- Szókimondóka. A fák között. Szaglás (TreeFa World Productions, Kistarcsa, 2021) (Móna és Marci kirándul mesesorozat)
- Hosszú utazás (verseskötet, Scolar Kiadó, Bp., 2022)
- Az angyal meséje (mesekönyv, Cerkabella, Bp., 2023)
- Malénina záhrada (A Maléna kertje szlovák kiadása Jitka Rožňová műfordításában, Verbarium, Bp., 2023)